# مارتن إيزاك
مارتن إيزاك (بالإنجليزية: Martin Isaacs)‏ هو رياضياتي أمريكي، ولد في 14 أبريل 1940 في نيويورك في الولايات المتحدة.